# Arno Breker
Arno Breker (ur. 19 lipca 1900 w Wuppertalu, zm. 13 lutego 1991 w Düsseldorfie) – niemiecki artysta, rzeźbiarz i architekt, członek NSDAP, przedstawiciel sztuki Die Blut-und-Boden-Kunst, od 1938 do 1945 roku profesor Państwowej Wyższej Szkoły Sztuk Plastycznych w Berlinie.

## Życiorys
Studiował w akademii sztuk pięknych w Düsseldorfie, następne lata spędził w Rzymie, a później w Paryżu. W okresie życia za granicą zdobył dużą popularność i uznanie, a jego prace porównywano do dzieł Augusta Rodina. W 1934 roku Breker powrócił do Niemiec i osiadł w Berlinie. W 1935 roku przed ministerstwem propagandy ustawiono jego rzeźbę „Prometeusz”, która przez nazistów została uznana za ideał „aryjskiej czystości rasowej”.

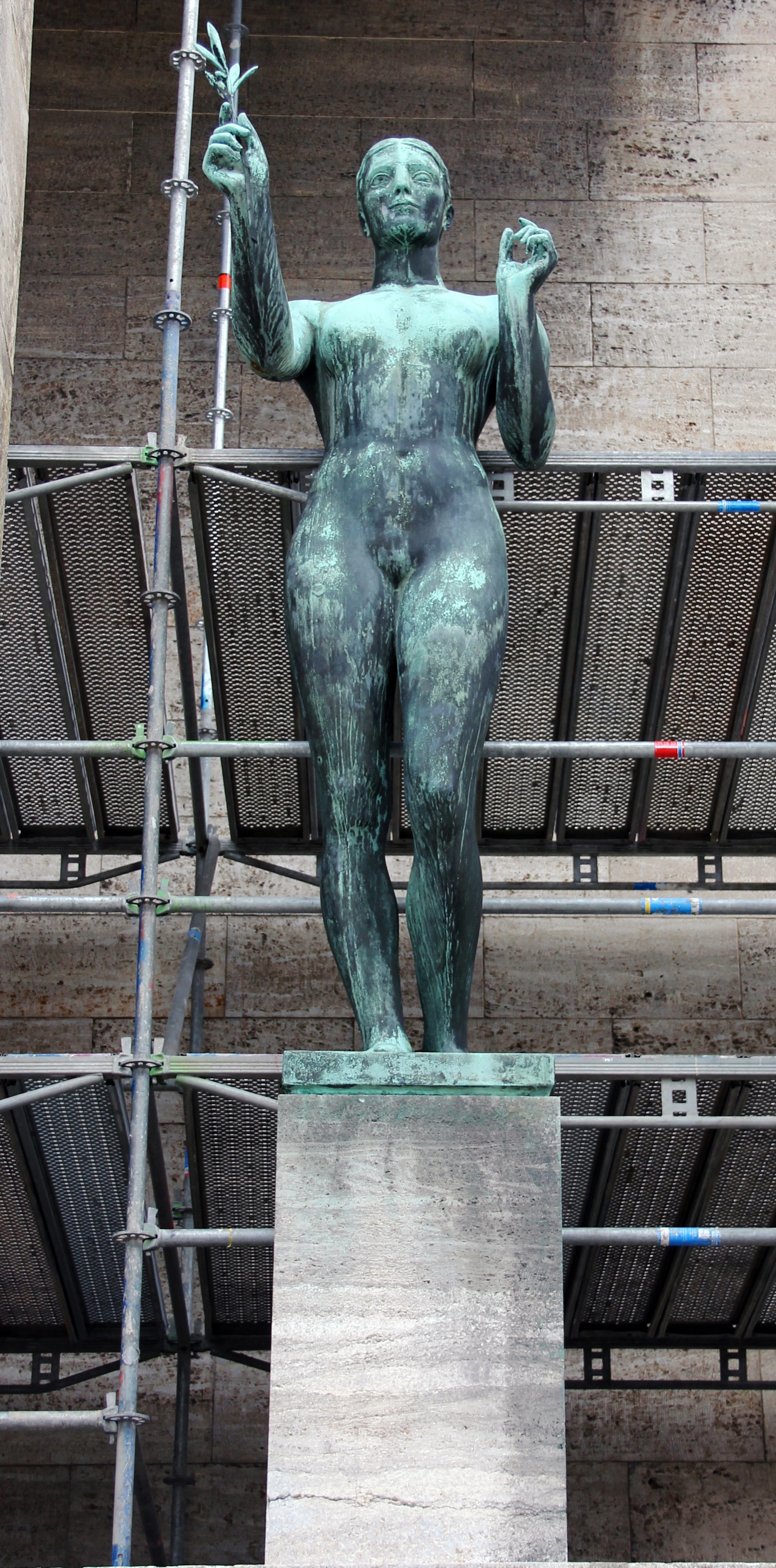
Rzeźba Die Siegerin z 1936 r. (aut. Breker; Berlin)

Podczas artystycznej części igrzysk olimpijskich w Berlinie w 1936 roku wyróżniony został srebrnym medalem za rzeźby Zehnkämpfer (dziesięcioboista) i Die Siegerin (zwyciężczyni). To olimpijskie wyróżnienie zwróciło na artystę uwagę Adolfa Hitlera. W 1937 roku Breker wyrzeźbił serię popiersi czołowych nazistów, a w kolejnym roku otrzymał polecenie zaprojektowania rzeźb mających ozdobić Nową Kancelarię Rzeszy projektu Alberta Speera. Hitler był zachwycony efektem prac, a rzeźby otrzymały od dyktatora nazwy „Partia” i „Wehrmacht”.

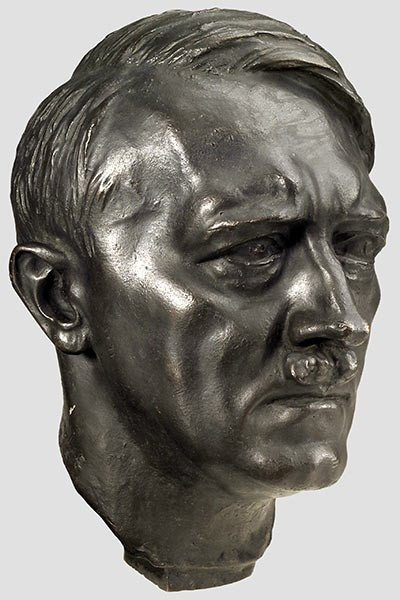
Rzeźba przedstawiająca Adolfa Hitlera (aut. Breker; 1938)

W czerwcu 1940 roku pełnił rolę przewodnika Hitlera po zdobytym kilka dni wcześniej Paryżu. Miesiąc później Breker otrzymał od Hitlera w urodzinowym prezencie pałac Jäckelsbruch (Wriezen), w którym rok później umiejscowiono warsztaty rzeźbiarskie. Jego nazwisko figurowało na Gottbegnadeten-Liste (tłum. lista obdarzonych łaską bożą) wśród „niezastąpionych”.
W 1942 roku Arno Breker zorganizował wystawę w paryskiej Oranżerii. Wkrótce potem pomógł Aristide Maillolowi zwolnić z więzienia jego modelkę żydowskiego pochodzenia. Dzięki swojej pozycji w III Rzeszy był w stanie kilkukrotnie interweniować w sprawie zagrożonych represjami przedstawicieli świata sztuki, doprowadził m.in. do zwolnienia z aresztu Pabla Picassa. Część historyków zaprzecza prawdziwości historii o uwolnieniu Picassa, twierdząc że Breker usiłował po wojnie wybielić swoje postępowanie z czasów wojny.
W 1945 roku przebywał w sanatorium niedaleko Monachium, gdzie został aresztowany przez Amerykanów. Po krótkim śledztwie uznano, że nie był aktywnym działaczem nazistowskim. W 1950 roku Breker przeniósł się do Düsseldorfu. Po śmierci pierwszej żony ożenił się ponownie. W drugiej połowie lat 50. zaczął odzyskiwać powodzenie jako rzeźbiarz. W tym czasie wyrzeźbił popiersia m.in. Hajle Syllasje I, Mohammeda V, Anwara Sadata i Konrada Adenauera.
W 1960 roku ponownie przeniósł się do Paryża, ale z powodu niejasnej przeszłości nie wystawiano jego prac w muzeach. Zmarł w 1991 roku.
Dwukrotnie żonaty, z Demetrą Messalą i Charlotte Klug, z tą drugą miał dwoje dzieci.